# Eduard Saavedra i Moragas
Eduard Saavedra i Moragas (Tarragona, 27 de febrer de 1829 - Madrid, 12 de març de 1912) va ser un enginyer, arquitecte, arqueòleg i arabista català. També va ser membre de la Reial Acadèmia de la Història, de la Reial Acadèmia de Ciències Exactes, Físiques i Naturals, de la Reial Acadèmia Espanyola. Va ser un dels cofundadors i president de la Reial Societat Geogràfica d'Espanya.

## Biografia

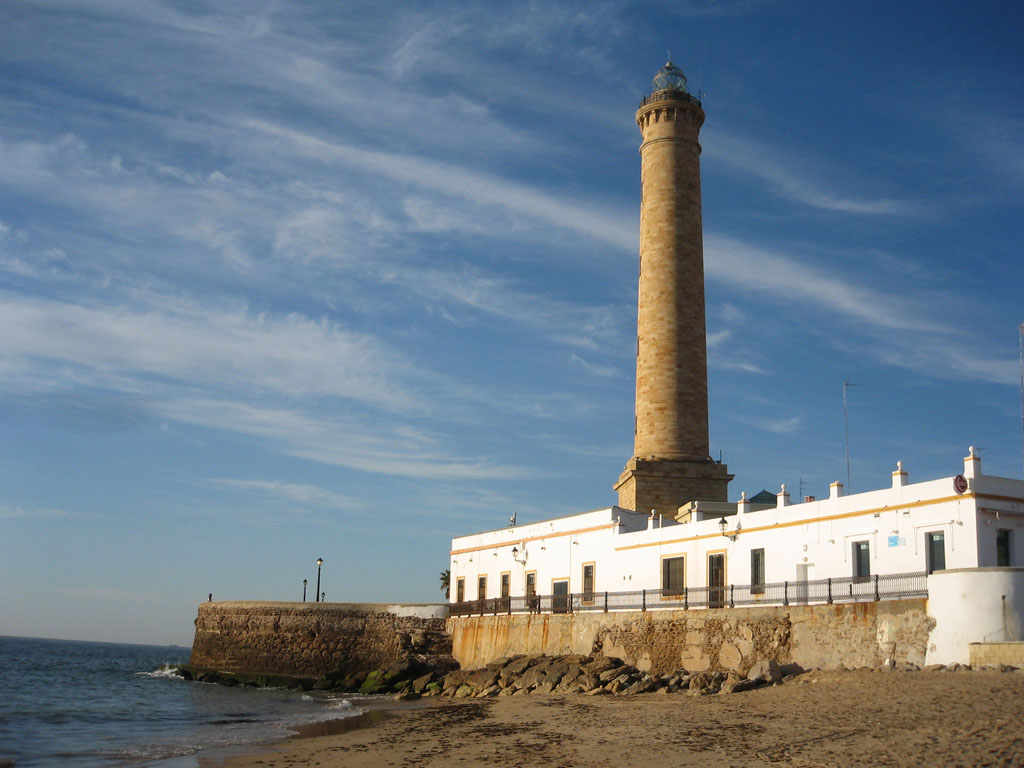
El far de Chipiona

Eduard Saavedra nasqué a Tarragona el 1829 en una família de classe mitjana, fill del militar Ignasi Saavedra Dumont i de Francisca Moragas Jenkins. A conseqüència de la mobilitat de son pare Saavedra va passar la seva joventut entre diverses ciutats, sobretot Tarragona, Lleida i Albacete. Al voltant de 1843, es va instal·lar a Madrid on estudià enginyeria de 1846 a 1851. Quan va acabar els seus estudis va començar a treballar a Sòria com a delegat d'obres públiques. El 1853 va tornar a Madrid i ingressà com a professor a l'Escola de Camins, Canals i Ports.
El 1857 va projectar la construcció del Far de Chipiona. Va ser ell qui va descobrir les ruïnes de Numància el 1860 a la Província de Sòria i va ser el president de la comissió que havia de fer-se càrrec de les excavacions arqueològiques. Mentre treballava projectant carreteres entre Sòria i El Burgo de Osma va traure a la llum la via romana compresa entre Uxama i Augustòbriga. Més endavant Saavedra va comentar aquesta descoberta a l'article "Descripción de la vía romana entre Uxama y Augustóbriga", publicat el 1879. Quan era enginyer en cap a la província de Sòria, va dissenyar el ferrocarril de Torralba a Sòria.
El 1861 esdevingué acadèmic numerari de la Reial Acadèmia de la Història, abans d'arribar a ser-ne el director el 1908. Va ser molt amic de l'enginyer i inventor espanyol Leonardo Torres Quevedo.
La ciutat de Tarragona li va retre homenatge donant el seu nom a un parc, on es troba un monument dedicat a la figura de Saavedra, el seu bust que va esculpir Julio Antonio Rodríguez.

## Obres
- Lecciones sobre la resistencia de los materiales (1853)
- Teoría de los puentes colgantes (1854)
- Instrucción sobre la estabilidad de las construcciones (1860)
- "Descripción de la vía romana entre Uxama y Augustóbriga" a Memorias de la Real Academia de la Historia (1879)
- La Geografía de España de Idrisí (1881)
- Intereses de España en Marruecos (1884)
- Estudio sobre la invasión de los árabes en España (1892)
- Ideas de los antiguos sobre las tierras atlánticas (1892)
- La mujer mozárabe (1904)